# Ilburnia neoraillardiae
Ilburnia neoraillardiae är en insektsart som beskrevs av Frederick Arthur Godfrey Muir 1921. Ilburnia neoraillardiae ingår i släktet Ilburnia och familjen sporrstritar. Inga underarter finns listade i Catalogue of Life.